# Libnotes (Goniodineura) clitelligera
Libnotes (Goniodineura) clitelligera is een tweevleugelige uit de familie steltmuggen (Limoniidae). De soort komt voor in het Oriëntaals gebied.